# Радинський повіт
Радинський повіт (пол. powiat radzyński) — один з 20 земських повітів Люблінського воєводства Польщі.
Утворений 1 січня 1999 року в результаті адміністративної реформи.

## Загальні дані
Повіт знаходиться у північній частині воєводства.
Адміністративний центр — місто Радинь.
Станом на 1.01.2008 населення становить 61 121 осіб, площа 965,06 км².

## Демографія
Демографічні дані повіту станом на 30.06.2005:
|       | Всього | Всього | Жінки  | Жінки | Чоловіки | Чоловіки |
| ----- | ------ | ------ | ------ | ----- | -------- | -------- |
|       | осіб   | %      | осіб   | %     | осіб     | %        |
| Повіт | 61 597 | 100    | 30 875 | 50,1  | 30 722   | 49,9     |
| Міста | 16 125 | 100    | 8315   | 51,6  | 7810     | 48,4     |
| Села  | 45 472 | 100    | 22 560 | 49,6  | 22 912   | 50,4     |

## Історія
Повіт утворений у 1867 р. у складі Седлецької губернії. Ухвалою другої Думи від 9 травня 1912 (закон 23 червня 1912) населена переважно українцями східна частина Радинського повіту передана до новоутвореної Холмської губернії. При відступі російськими військами у 1915 р. проведене масове вивезення православного (українського) населення. Новоприбула німецька адміністрація не пішла на вимоги поляків щодо включення території до новоутвореного Польського Королівства, а включили до зони Обер Ост, а в 1918 р. відповідно до Берестейського миру передали Українській Державі. Однак уже в листопаді 1918 р. територія зайнята поляками і відтворено Радинський повіт (Російська імперія) у межах до 1912 р.
За офіційним переписом населення Польщі 10 вересня 1921 року населення повіту становило 88 381 особа (42 093 чоловіків та 46 288 жінок), налічувалося 12 467 будинків. Розподіл за релігією: 70 976 римо-католиків (80,31 %), 14 765 юдеїв (16,71 %), 1862 православних (2,11 %), 757 євангельських християн (0,86 %), 19 греко-католиків (0,02 %), 2 нерелігійних. Розподіл за національністю: 73 660 поляків (83,34 %), 13 273 євреїв (15,02 %), 804 українців (0,91 %), 471 німець (0,53 %), 173 осіб інших національностей (0,20 %).
1 квітня 1928 р. колонію Августівка передана з гміни Загайки у гміну Шостка.
Розпорядженням Ради Міністрів 2 червня 1931 р. розширено територію міста Межиріччя шляхом приєднання сіл Тулилів і Речиці ґміни Мисі та Високе і Стовпно ґміни Загайки.
Розпорядженням Ради Міністрів 28 листопада 1933 р. село Смольні Печі передане з ґміни Жеротин Радинського повіту до ґміни Ситник Більський повіту.
Розпорядженням міністра внутрішніх справ 14 квітня 1934 р. розширено територію міста Радинь — передані з ґміни Біла Радинського повіту: землі села Надвітнє і фільварку Надвітнє, землі фільварку Губернія, цегельня, урочище Рабштин фільварку Біла, палац з парком і луками, села Козиринок Старий і Козиринок Новий, землі фільварку Кути, землі шпиталю св. Кунегунди, цвинтар і землі католицької і колишньої православної парафій.